# Григорій Святополк-Четвертинський
Григорій Святополк-Четвертинський (пом. 12 травня 1651) — князь, руський магнат, військовий та державний діяч Речі Посполитої; підкоморій луцький (1639), брав участь у різних церковних справах, зокрема, у виборах митрополитів Петра Могили (1632) й Сильвестра Косова (1647). Небіж дружини князя Януша Збаразького Анни.

## Життєпис
Син князя Остафія Святополк-Четвертинського, дідич Старої Четвертні, представник роду руських князів, що виводиться від київського князя Святополка Ізяславича. Рід мав два герби. Відомий оборонець православ'я, ворог унії, католицизму. 1601 року захищав православне братство у Любліні, в 1619 році фундував монастир у Четвертні з умовою: монахи завжди мають бути православними. Впливав на споріднених з ним князів Януша та Криштофа Збаразьких в дусі антиєзуїтському та протикатолицькому; зокрема, вони в 1627 році на сеймі в Торуні захищали православних. Посол від Волинського воєводства на сейми у 1627, 1630, 1632, 1633, 1638 (обраний комісаром для розмежування Волинського воєводства від Пінського повіту), 1639 роках, на них виступав як речник волинських дисидентів та противників єзуїтів. Противився вигнанню з Ракова аріян (соцініян). Поборець волинський у 1629 році. Депутат від Волинського воєводства на Коронний трибунал у Радомі 1649 року.
Був похований у православному монастирі у Старій Четвертні поряд з тіткою Анною.
Був одружений з Маріанною Вкринською, мали 2 сини, 3 доньки:
- Захарій.
- Вацлав
- Олена
- Аполонія
- Теофіля — дружина овруцького старости Владислава Немирича.[3]